# Lista seturi LEGO City
Aceasta este o listă a seturilor Lego City  ( tematică Lego cunoscută în trecut și ca Legoland, Lego Town sau Lego World City ).

## Legoland (1969-1978)
| Cod  | Nume                              | Anul Lansarii | Minifigurine            | Tematici | Numar Piese | Varsta       | Produs pentru                                |
| ---- | --------------------------------- | ------------- | ----------------------- | -------- | ----------- | ------------ | -------------------------------------------- |
| 00-1 | Weetabix Castle                   | 1970          | Niciuna                 | Castle   | 471         | Neclasificat | LEGOLAND Promotional / Global                |
| 00-2 | Weetabix Promotional House 1      | 1976          | 1 LEGOLAND Minifigurină | Building | 147         | Neclasificat | LEGOLAND Promotional / Global                |
| 00-3 | Weetabix Promotional House 2      | 1976          | 2 LEGOLAND Minifigurine | Building | 149         | Neclasificat | LEGOLAND Promotional / Global                |
| 00-4 | Weetabix Promotional Windmill     | 1976          | 2 LEGOLAND Minifigurine | Building | 126         | Neclasificat | LEGOLAND Promotional / Global                |
| 00-7 | Weetabix Promotional LEGO Village | 1976          | 5 LEGOLAND Minifigurine | Building | 422         | Neclasificat | LEGOLAND Promotional / Global                |
| 344  | Bungalow                          | 1969          | Niciuna                 | Building | 79          | 7+           | Global                                       |
| 345  | House with Mini Wheel Car         | 1969          | Niciuna                 | Building | 132         | 7+           | Global                                       |
| 346  | House with Car                    | 1969          | Niciuna                 | Building | 167         | 7+           | Global                                       |
| 348  | Garage with Automatic Doors       | 1971          | Niciuna                 | Building | 38          | 7+           | Global                                       |
| 349  | Swiss Chalet                      | 1971          | Niciuna                 | Building | 81          | 7+           | Global                                       |
| 350  | Spanish Villa                     | 1971          | Niciuna                 | Building | 126         | 7+           | Global                                       |
| 352  | Windmill and Lorry                | 1972          | Niciuna                 | Building | 140         | 7+           | Global                                       |
| 353  | Terrace House with Car and Garage | 1972          | Niciuna                 | Building | 153         | 7+           | Global                                       |
| 354  | Police Heliport                   | 1972          | Niciuna                 | Police   | 172         | 7+           | Europa, UK, Australia, and Canada            |
| 355  | Town Centre Set with Railways     | 1972          | Niciuna                 | Building | 322         | 7+           | Global                                       |
| 356  | Swiss Villa                       | 1973          | Niciuna                 | Building | 150         | 7+           | Europa, UK, Australia, and Canada            |
| 361  | Tea Garden Café with Baker's Van  | 1974          | Niciuna                 | Building | 215         | 7+           | Global                                       |
| 362  | Windmill                          | 1975          | Niciuna                 | Building | 215         | 7+           | Europa, UK, Australia, and Canada            |
| 368  | Taxi Station                      | 1976          | 2 LEGOLAND Minifigurine | Building | 256         | 7+           | Europa, UK, Australia, and Canada            |
| 370  | Police Headquarters               | 1976          | 4 LEGOLAND Minifigurine | Police   | 280         | 7+           | Europa, UK, Australia, and Canada            |
| 371  | Seaplane                          | 1977          | 2 LEGOLAND Minifigurine | Airport  | 115         | Neclasificat | Europa, UK, Australia, and Canada            |
| 375  | Castle                            | 1978          | 14                      | Castle   | 779         | Neclasificat | Global except for USA                        |
| 380  | Village Set                       | 1971          | Niciuna                 | Building | 487         | 7+           | Global                                       |
| 430  | Biplane                           | 1975          | Niciuna                 | Airport  | 18          | 7+           | USA                                          |
| 455  | Lear Jet                          | 1976          | Niciuna                 | Airport  | 39          | 7+           | USA and Canada                               |
| 456  | Spirit of St. Louis               | 1977          | Niciuna                 | Airport  | 50          | 6+           | USA                                          |
| 540  | Swiss Villa                       | 1973          | Niciuna                 | Building | 150         | 7+           | USA                                          |
| 550  | Windmill                          | 1976          | Niciuna                 | Building | 215         | 7+           | USA                                          |
| 608  | Kiosk                             | 1971          | Niciuna                 | Building | 33          | 7+           | Global                                       |
| 609  | Aeroplane                         | 1972          | Niciuna                 | Airport  | 28          | Neclasificat | Global                                       |
| 613  | Biplane                           | 1974          | Niciuna                 | Airport  | 18          | 7+           | Europa, UK, Australia, and Canada            |
| 622  | Baggage Carts                     | 1970          | Niciuna                 | Airport  | 45          | Neclasificat | Global                                       |
| 657  | Executive Jet                     | 1974          | Niciuna                 | Airport  | 37          | 7+           | Global                                       |
| 661  | Spirit of St. Louis               | 1976          | Niciuna                 | Airport  | 50          | Neclasificat | US                                           |
| 687  | Carvelle Plane                    | 1973          | Niciuna                 | Airport  | 49          | 7+           | Global                                       |
| 698  | JAL Boeing 727                    | 1977          | Niciuna                 | Airport  | 46          | Neclasificat | JAL Promotional / Global                     |
| 712  | Sea Plane                         | 1976          | Niciuna                 | Airport  | 115         | 6+           | US                                           |
| 1550 | Sterling Super Caravelle          | 1972          | Niciuna                 | Airport  | 49          | Neclasificat | Global                                       |
| 1551 | Sterling Luggage Carrier          | 1972          | Niciuna                 | Airport  | 49          | Neclasificat | Global                                       |
| 1552 | Sterling Boeing 727               | 1974          | Niciuna                 | Airport  | 46          | Neclasificat | Sterling Airlines Promotional / Global       |
| 1555 | Sterling Airways Biplane          | 1978          | Niciuna                 | Airport  | 44          | Neclasificat | Sterling Airways Promotional / Global        |
| 1560 | Lufthansa Boeing 727              | 1976          | Niciuna                 | Airport  | 45          | Neclasificat | Lufthansa Airlines Promotional / Germany     |
| 1562 | Lufthansa Double-Decker           | 1976          | Niciuna                 | Airport  | 51          | Neclasificat | Lufthansa Airlines Promotional / Germany     |
| 1610 | Martinair Cessna                  | 1978          | Niciuna                 | Airport  | 83          | Neclasificat | Martinair Airlines Promotional / Netherlands |
| 1611 | Martinair DC-9                    | 1978          | Niciuna                 | Airport  | 64          | Neclasificat | Martinair Airlines Promotional / Netherlands |

## Town (1978-1989)
| Cod  | Nume    | Anul Lansarii | Minifigurine | Tematici | Numar Piese | Varsta       | Produs pentru |
| ---- | ------- | ------------- | ------------ | -------- | ----------- | ------------ | ------------- |
| 6392 | Airport | 1985          | 8            | Town     | 472         | Neclasificat | Global        |

### High Speed Adventure (1987-1988)
| Cod  | Nume                    | Released | Minifigurine     | Comentarii |
| ---- | ----------------------- | -------- | ---------------- | ---------- |
| 6357 | Stunt 'Copter N' Camion | 1988     | Conductor, Pilot | 158 piese  |
| 6641 | 4-Wheelin' Camion       | 1987     | Conductor        | 80 piese   |

### Service and Repair (1987-1989)
| Cod  | Nume                       | Released | Minifigurine                         | Comentarii                                                    |
| ---- | -------------------------- | -------- | ------------------------------------ | ------------------------------------------------------------- |
| 6393 | Big Rig Camion Stop        | 1987     | Conductors (Doi), Mechanical (Trei)  | 586 piese                                                     |
| 6394 | Metro Park & Service Tower | 1988     | Conductors (Trei), Mechanical (Trei) | 589 piese                                                     |
| 6524 | Blizzard Blazer            | 1988     | Conductor                            | 45 piese (Snowplow)                                           |
| 6527 | Tipper Camion              | 1989     | Conductor                            | 43 piese                                                      |
| 6660 | Hook & Haul Wrecker        | 1989     | Conductor                            | 44 piese. Europaan Nume: "Tow Camion with 4-Wheel Suspension" |
| 6671 | Utility Repair Lift        | 1989     | Mechanical/Conductor                 | 92 piese. Service Camion with Scissor Lift                    |
| 6674 | Crane Camion               | 1988     | Conductor                            | 98 piese                                                      |

### Emergency (1987-1988)
| Cod  | Nume                       | Released | Minifigurine                  | Comentarii                                               |
| ---- | -------------------------- | -------- | ----------------------------- | -------------------------------------------------------- |
| 6356 | Med-Star Rescue Plane      | 1988     | Pilot, Paramedic, Cetatean    | 148 piese. Ambulance plane                               |
| 6380 | Emergency Treatment Center | 1987     | Medics (Trei), Cetațeni (Doi) | 284 piese. Hospital with operating theatre and ambulance |

### Houses (1991)
O sub tematică a Lego City Town care a fost lansata in 1991 și nu a mai fost produsă anul următor.

### Paradisa (1992-1997)
| Cod  | Nume                    | Released | Piese | Minifigurine                      | Comentarii |
| ---- | ----------------------- | -------- | ----- | --------------------------------- | ---------- |
| 1761 | Paradisa Motorboat      | 1995     | 17    | Marinar                           |            |
| 1815 | Paradisa Gardieni       | 1996     | 56    | Gardienis (X2)                    |            |
| 2870 | Paradisa Barbecue       | 1997     | 18    | Cetatean                          |            |
| 6401 | Seaside Cabana          | 1992     | 42    | Cetațeni (X2)                     |            |
| 6402 | Sidewalk Cafe           | 1994     | 43    | Cetațeni (X2)                     |            |
| 6403 | Paradise Playground     | 1993     | 91    | Cetațeni (X3)                     |            |
| 6404 | Carriage Ride           | 1996     | 60    | Cetațeni (X2)                     |            |
| 6405 | Sunset Stables          | 1992     | 126   | Cetatean, Jockey                  |            |
| 6409 | Island Arcade           | 1993     | 140   | Cetațeni (X5)                     |            |
| 6410 | Cabana Beach            | 1994     | 145   | Attendant, Marinar, Cetațeni (X2) |            |
| 6411 | Sand Dollar Cafe        | 1992     | 163   | Gardieni, Marinar, Cetațeni (X3)  |            |
| 6414 | Dolphin Point           | 1995     | 198   | Marinar, Gardieni, Cetațeni (X2)  |            |
| 6416 | Poolside Paradise       | 1992     | 219   | Butler, Cetațeni (X3)             |            |
| 6417 | Jumping Course          | 1997     | 35    | Jockey                            |            |
| 6418 | Country Club            | 1996     | 272   | Butler, Cetațeni (X4)             |            |
| 6419 | Rolling Acres Ranch     | 1992     | 348   | Jockey, Cetațeni (X2)             |            |
| 6489 | Seaside Holiday Cottage | 1997     | 84    | Marinar, Cetatean                 |            |
| 6547 | Funfair                 | 1997     | 176   | Conductor, Butler, Cetațeni (X3)  |            |

### Rescue (1991, 1994-1995)
| Cod       | Nume                      | Released | Minifigurine                                                   | Comentarii |
| --------- | ------------------------- | -------- | -------------------------------------------------------------- | ---------- |
| 1610      | Police Car                | 1991     |                                                                |            |
| 1702      | Fire Fighter 4 X 4        |          | Pompier                                                        |            |
| 1710/1730 | Snow Scooter              |          | Conductor                                                      |            |
| 1895      | Police Jet and Motorcycle |          | Polițist, Pilot                                                |            |
| 6340      | Hook & Ladder             |          | Pompier (2X)                                                   |            |
| 6344      | Jet Speed Justice         |          | Pilot, Marinar                                                 |            |
| 6348      | Surveillance Squad        |          | Agent Politie, Polițist, Conductor                             |            |
| 6398      | Central Precinct HQ       |          | Pilot, Polițist (3X), Crook                                    |            |
| 6483      | Coastal Patrol            |          | Marinar, Polițist (2X)                                         |            |
| 6525      | Blaze Commander           |          | Pompier                                                        |            |
| 6545      | Search N' Rescue          |          | Pilot, Polițist (2X)                                           |            |
| 6571      | Flame Fighters            |          | Pilot, Pompier (3X)                                            |            |
| 6598      | Metro PD Station          |          | Crook, Cetatean (2X), Polițist (2X), Conductor, Pilot, Marinar |            |
| 6625      | Speed Trackers            |          | Polițist (2X)                                                  |            |
| 6664      | Chopper Cops              |          | Polițist (2X)                                                  |            |

### Police (1991-1993, 1996)
| Cod  | Nume      | Released | Minifigurine | Comentarii |
| ---- | --------- | -------- | ------------ | ---------- |
| 7035 | Police HQ |          |              |            |

### Racers (1991-1996, 2000,2008)
| Cod            | Nume                      | Released | Minifigurine                                 | Comentarii |
| -------------- | ------------------------- | -------- | -------------------------------------------- | ---------- |
| 6618/1282/1272 | Turbo Racer               |          | Pilot                                        |            |
| 6619/1283/1273 | Rough Rider               |          | Pilot                                        |            |
| 1284/6707      | Green Buggy               |          | Pilot                                        |            |
| 1461           | Turbo Force               |          | Pilot                                        |            |
| 1477/6509      | Red Racer                 |          | Pilot                                        |            |
| 1496           | Rally Car                 |          | Pilot                                        |            |
| 1497           | Pitstop and Crew          |          | Supplier, Pilot                              |            |
| 1517           | Race Car (I)              |          | Pilot                                        |            |
| 1518           | Race Car Repair           |          | Operator (Doi)                               |            |
| 1528           | Dragster                  |          | Pilot                                        |            |
| 1611           | Dune Buggy                |          |                                              |            |
| 1631           | Race Car (II)             |          |                                              |            |
| 1665           | Dual FX Racers            |          | Pilot (Doi), Operator                        |            |
| 1693           | Race Car (III)            |          |                                              |            |
| 1750           | Renault Race Car          |          | Pilot                                        |            |
| 1762           | Town Bag                  |          | Pilot                                        |            |
| 1821           | Rally Racers              |          | Pilot (Doi), Operator                        |            |
| 1890           | Octan Racer               |          | Pilot                                        |            |
| 1899           | Race Car Number 1         |          | Pilot                                        |            |
| 1966           | Garage, Camion, and Carts |          | Mechanical, Supplier                         |            |
| 1990           | F1 Race Car               |          | Pilot                                        |            |
| 1991           | Racing Pickup             |          | Pilot                                        |            |
| 1992           | Dragsters                 |          | Pilot (Doi)                                  |            |
| 5599           | Radio Control Racer       |          | Pilot                                        |            |
| 6334           | Wave Jump Racers          |          | Conductor, Race Marinars (Doi), Operator     |            |
| 6335           | Indy Transport            |          | Pilot (Doi), Operator                        |            |
| 6337           | Fast Track Finish         |          | Pilot (Doi), Operatori (Trei), Reporter      |            |
| 6400/6406      | Go-Cart                   |          | Pilot                                        |            |
| 6484           | F1 Hauler                 |          | Pilot, Operatori (Doi)                       |            |
| 6510           | Mud Runner                |          | Pilot                                        |            |
| 6513           | Glade Runner              |          | Boat race Conductor                          |            |
| 6517           | Water Jet                 |          | Boat race Conductor                          |            |
| 6519           | Turbo Tiger               |          | Pilot                                        |            |
| 6537           | Hydro Racer               |          | Boat race Conductor                          |            |
| 6538           | Rebel Roadster            |          | Operator                                     |            |
| 6539           | Victory Cup Racers        |          | Supplier, Operatori (Doi), Conductor         |            |
| 6546           | Slick Racer               |          | Pilot                                        |            |
| 6551           | Checkered Flag 500        |          | Pilot (Doi), Operatori (Doi), Cetatean (Doi) |            |
| 6561           | Hot Rod Club              |          | Operatori (Trei)                             |            |
| 6596           | Wave Master               |          | Boat race Conductor                          |            |
| 6602           | Scorpion Buggy            |          | Pilot                                        |            |
| 6616           | Rocket Dragster           |          | Pilot                                        |            |
| 6617           | Tough Camion Rally        |          | Pilot (Doi), Operatori (Doi)                 |            |
| 6639           | Raven Racer               |          | Pilot                                        |            |
| 6646           | Screaming Patriot         |          | Pilot                                        |            |
| 6648           | Mag Racer                 |          | Pilot                                        |            |
| 6663           | Wave Rebel                |          | Octan supplier                               |            |
| 6670           | Rescue Rig                |          | Mechanical                                   |            |
| 6713           | Grip-n-Go Challenge       |          | Piloți (Doi), Operator                       |            |
| 6714           | Speed Dragster            |          | Pilot                                        |            |

### Nautica (1991)
| Cod  | Nume                  | Released | Minifigurine                                        | Comentarii |
| ---- | --------------------- | -------- | --------------------------------------------------- | ---------- |
| 6353 | Coastal Cutter        | 1991     | Marinars (Doi)                                      |            |
| 6540 | Pier Police           | 1991     | Policemen (Patru)                                   |            |
| 6541 | Intercoastal Seaport  | 1991     | Polițist, Conductor, Operatori (Trei), Cetatean     |            |
| 6542 | Launch & Load Seaport | 1991     | Polițist, Capitan de vas s (Doi), Operatori (Patru) |            |
| 6679 | Dark Shark            | 1991     | Boat race Conductor (Doi)                           |            |

### Flight (1992-1995)
| Cod  | Nume                   | Released | Minifigurine                                                                              | Comentarii                               |
| ---- | ---------------------- | -------- | ----------------------------------------------------------------------------------------- | ---------------------------------------- |
| 1475 | Airport Security Squad |          | Pilot, Operator                                                                           |                                          |
|      | Aerocycle              |          | Pilot                                                                                     |                                          |
| 6331 | Patriot Jet            |          | Pilot, Operator                                                                           |                                          |
| 6341 | Gas N' Go Flyer        |          | Supplier, Pilot                                                                           |                                          |
| 6342 | Beach Rescue Chopper   |          | Pilot, Rescueman, Marinar                                                                 |                                          |
| 6345 | Aerial Acrobats        |          | Pilot (Doi), Operator, Cetatean (Doi)                                                     |                                          |
| 6346 | Shuttle Launching Crew |          | Security Guards (Doi), Conductors (Doi), Pilot                                            |                                          |
| 6399 | Airport Shuttle        |          | Cetatean (Five), Operator (Doi), Pilot (Doi)                                              |                                          |
| 6515 | Stunt Copter           |          | Pilot                                                                                     |                                          |
| 6536 | Aero Hawk              |          | Pilot                                                                                     |                                          |
| 6597 | Century Skyway         |          | Suppliers (Doi), Cetatean (Trei), Aero attendant, Pilot (Doi), Polițist, Operatori (Trei) | (reissued in 2004 as 10159 City Airport) |
| 6615 | Eagle Stunt Flyer      |          | Pilot                                                                                     |                                          |
| 6687 | Turbo Prop I           |          | Operator, Pilot                                                                           |                                          |

### Res-Q (1992)
| Cod  | Nume                | Released | Minifigurine                       | Comentarii |
| ---- | ------------------- | -------- | ---------------------------------- | ---------- |
| 1896 | Trauma Team         | 1992     | Pilot, Cetatean, Paramedici (Trei) |            |
| 6389 | Fire Control Center | 1992     | Pilot, Pompier (Trei)              |            |
| 6511 | Rescue Runabout     | 1992     | Pompier                            |            |
| 6531 | Flame Chaser        | 1992     | Pilot                              |            |
| 6593 | Blaze Battler       | 1992     | Pompier                            |            |

### Launch Command/Spaceport (1995)
| Cod  | Nume                 | Released | Minifigurine                             | Comentarii |
| ---- | -------------------- | -------- | ---------------------------------------- | ---------- |
| 6336 | Launch Response Unit |          | Pilot, Conductor                         |            |
| 6339 | Shuttle Launch Pad   |          | Operatori (2X), Om de știință, Astronaut |            |
| 6516 | Moon Walker          |          | Astronaut                                |            |
| 6544 | Shuttle Transcon 2   |          | Operatori (2X), Astronaut                |            |
| 6614 | Launch Evac 1        |          | Pompier                                  |            |

### Divers (1997)
| Cod  | Nume                                                | Released | Minifigurine/Animale                                                                                                  | Vehicule/Cladiri                                              | Comentarii |
| ---- | --------------------------------------------------- | -------- | --- | ------------------------------------------------------------- | ---------- |
| 1782 | Discovery Station (Toys "R" Us exclusive)           | 1997     | |                                                               | 316 piese  |
| 2536 | Water Jet (Shell Promotional Set)                   | 1998     | Femeie Diver | Red Jet Ski                                                   | 22 piese   |
| 2871 | Diver & Shark                                       | 1997     | Diver, Great White Shark                                                                                              | Scuter subacvatic                                             | 14 piese   |
| 6441 | Deep Reef Refuge                                    | 1997     | Conductori (3), Submersible Conductor, Capitan de vas , Marele rechin alb, Caracatița, Stingray (2), Sawfish, Dolphin | Laborator, Barcă de expediții, Submersibil Galben             | 433 piese  |
| 6442 | Stingray Explorer                                   | 1997     | Conductori (2), Submersible Conductor, Stingray                                                                       | Submersibil Galben, Camera and Shipwreck                      | 147 piese  |
| 6555 | Sea Hunter                                          | 1997     | Diver, Sawfish | Reef, Raft                                                    | 30 piese   |
| 6556 | Scuba Squad                                         | 1997     | Diver, Conductor | Camion, Trailer and Raft                                      | 72 piese   |
| 6557 | Treasure Hunters (Shop at Home exclusive)           | 1997     | Capitan de vas , Submersible Conductor, Diver, Stingray                                                               | Boat, Mini Sub and Shipwreck                                  | 139 piese  |
| 6558 | Shark Cage Cove                                     | 1997     | Capitan de vas , Conductori (2), Basking Shark, Marele rechin alb, Sawfish                                            | Boat, Shark Cage and Cave                                     | 185 piese  |
| 6559 | Deep Sea Bounty (Shop at Home exclusive)            | 1997     | Conductori (2), Capitan de vas (2), Submersible Conductor, Basking Shark, Sawfish, Caracatița, Stingray               | Pontoon Boat, Shark Cage, Mini Sub, Raft, Whale Cave and Reef | 344 piese  |
| 6560 | Diving Expedition Explorer (Shop at Home exclusive) | 1997     | | Large Barcă de expediții, Raft, Submersible and Reef          | 464 piese  |
| 6599 | Shark Attack (Ediție Limitată)                      | 1997     | Diver, Submersible Conductor, Marele rechin alb, Sawfish, Basking Shark                                               | Mini Sub                                                      | 55 piese   |

### Outback (1997)
| Cod  | Nume             | Released | Minifigurine               | Comentarii |
| ---- | ---------------- | -------- | -------------------------- | ---------- |
| 6444 | Outback Airstrip | 1997     | Supplier, Pilot, Cleaner   | 157 piese  |
| 6487 | Mountain Rescue  | 1997     | Pilot                      | 67 piese   |
| 6490 | Amazon Crossing  | 1997     | Explorer                   | 117 piese  |
| 6550 | Outback Racer    | 1997     | Conductor                  | 48 piese   |
| 6553 | Crisis News Crew | 1997     | Pilot, Cameraman, Reporter | 133 piese  |

### Extreme Team (1998)
| Cod  | Nume                   | Released | Minifigurine                  | Comentarii |
| ---- | ---------------------- | -------- | ----------------------------- | ---------- |
| 1068 | Air Patrol             |          | Pilot                         |            |
| 1070 | Stunt Flyer            |          | Pilot                         |            |
| 1088 | Road Burner            |          |                               |            |
| 1096 | Race Buggy             |          | Pilot                         |            |
| 1098 | Hang Glider            |          | Sportiv                       |            |
| 1188 | Fire Formula           |          | Pilot                         |            |
| 1189 | Rocket Boat            |          | Conductor                     |            |
| 1190 | Retro Buggy            |          | Pilot                         |            |
| 1191 | Try Bird               |          | Pilot                         |            |
| 2963 | Extreme Racer          |          | Pilot                         |            |
| 6567 | Speed Splasher         |          | Pilot                         |            |
| 6568 | Drag Race Rally        |          | 2 Conductors, Pilot, Supplier |            |
| 6572 | Wind Runners           |          | Sportiv, Conductor            |            |
| 6580 | Land Jet 7             |          | Pilot, Supplier               |            |
| 6582 | Daredevil Flight Squad |          | Piloți (Doi), Supplier        |            |
| 6584 | Extreme Team Challenge |          | Sportiv (Patru)               |            |
| 6585 | Hang Glider            |          | Sportiv                       |            |
| 6589 | Radical Racer          |          | Conductor                     |            |

### Space Port (1999)
| Cod            | Nume                               | Released | Minifigurine                                                 | Comentarii |
| -------------- | ---------------------------------- | -------- | ------------------------------------------------------------ | ---------- |
| 1180/1265/3068 | Moon Buggy/Radar Buggy             | 1999     | Astronaut                                                    |            |
| 1181/1266/3069 | Spacecraft/Space Probe/Cosmic Wing | 1999     | Astronaut                                                    |            |
| 3066           | Cosmo Glider                       | 1999     | Astronaut                                                    |            |
| 3067           | Test Shuttle X                     | 1999     | Om de știință                                                |            |
| 6452           | Mini Rocket Launcher               | 1999     | Om de știință                                                |            |
| 6453           | Com-Link Cruiser                   | 1999     | Ground Control Technician                                    |            |
| 6454           | Countdown Corner                   | 1999     | Astronaut                                                    |            |
| 6455           | Space Simulation Station           | 1999     | Astronaut, Ground Control Technician, Om de știință          |            |
| 6456           | Mission Control                    | 1999     | Astronaut, Doi (2) Ground Control Technicians, Om de știință |            |
| 6457           | Astronaut Figure                   | 1999     | Astronaut                                                    |            |
| 6458           | Satellite with Astronaut           | 1999     | Astronaut                                                    |            |
| 6459           | Fuel Camion                        | 1999     | Ground Control Technician, Pompier                           |            |
| 6460           | Necunoscut                         | 1999     | Ground Control Technician                                    | Nelansat   |
| 6461           | Surveillance Chopper               | 1999     | Space Port Security Guard                                    |            |
| 6463           | Lunar Rover                        | 1999     | Astronaut                                                    |            |
| 6465           | Space Port Jet                     | 1999     | Astronaut                                                    |            |

### RES-Q (1998)
| Cod  | Nume                      | Released | Minifigurine               | Comentarii |
| ---- | ------------------------- | -------- | -------------------------- | ---------- |
| 1069 | Speed Boat                | 1998     | Înotător                   |            |
| 1097 | RES-Q Runner              | 1998     | Pilot                      |            |
| 2962 | Life Guard RES-Q          | 1998     | Conductor, Femeie Gardieni |            |
| 6431 | Road Rescue               | 1998     | Conductor                  |            |
| 6445 | Emergency Evac            | 1998     | Conductor                  |            |
| 6451 | River Response            | 1998     | Rescue (Doi), Conductor    |            |
| 6462 | Aerial Recovery           | 1998     | Pilot, Rescue (Doi)        |            |
| 6473 | RES-Q Cruiser             | 1998     | Pilot, Conductor, Rescue   |            |
| 6479 | Emergency Response Center | 1998     | Rescue (Patru), Pilot      |            |

## World City (2003-2004)

### Police
| Cod  | Nume                               | Released | Minifigurine                         | Comentarii |
| ---- | ---------------------------------- | -------- | ------------------------------------ | ---------- |
| 7030 | Squad Car                          |          | Polițist                             |            |
| 7031 | Helicopter                         |          | Police pilot                         |            |
| 7032 | Highway Patrol & Sub acoperire Van |          | Sub acoperire Polițist, Polițist     |            |
| 7033 | Armored Car Action                 |          | Polițist, Crook                      |            |
| 7034 | Surveillance Camion                |          | Polițist, Agent Politie              |            |
| 7035 | Police HQ                          |          | Polițist (Trei), Police chief, Crook |            |
| 7045 | Hovercraft Hideout                 |          | Polițist, Crook                      |            |

### Trains
| Cod  | Nume                  | Released | Minifigurine                                        | Comentarii |
| ---- | --------------------- | -------- | --------------------------------------------------- | ---------- |
| 4511 | High Speed Train      |          | Conductor, Pasager (Doi)                            |            |
| 4512 | Cargo Train           |          | Conductor, Works (Doi)                              |            |
| 4513 | Grand Central Station |          | Chef, Muncitor, Skate Conductor, Conductor, Manager |            |
| 4514 | Cargo Crane           |          | Muncitors (Doi)                                     |            |

### Rescue
| Cod  | Nume               | Released | Minifigurine                            | Comentarii |
| ---- | ------------------ | -------- | --------------------------------------- | ---------- |
| 7042 | Dune Patrol        |          | Rescuer                                 |            |
| 7043 | Pompier            |          | Pompier                                 |            |
| 7044 | Rescue Chopper     |          | Piloți (2X)                             |            |
| 7046 | Fire Command Craft |          | Pompier (3X)                            |            |
| 7047 | Coast Watch HQ     |          | Om de știință, Rescuer (2X), Heli pilot |            |

### Other
| Cod  | Nume              | Released | Minifigurine                    | Comentarii |
| ---- | ----------------- | -------- | ------------------------------- | ---------- |
| 3383 | Chef              |          |                                 |            |
| 3384 | Train Muncitor    |          |                                 |            |
| 3385 | Conductor Charlie |          |                                 |            |
| 4032 | Pasager Plane     |          | Pilot, Asistent Pilot , Pasager |            |
| 7214 | Seaplane          |          | Pilot                           |            |

## Lego City VS Extraterestrus (2001-2011)
Trei tematici lansate ca un concept de luptă a personajelor Lego City versus Extratereștrii . Prima tematică, Life on Mars, oferea un mediu de colaborare a Astronauților din Lego City cu Marțienii . A 2-a tematică aducea în atenție un război intre acestia, iar a 2-a tematica îi prezenta pe Marțienii care învadau lumea Lego City. 

### Life on Mars (2001)
Marțienii din Life on Mars , erau unici prin numele pe care le primiseră . Numele faceau referire la stele și constelații - Altair, Centauri, Antares, Canopus, Pollux, Vega, Arcturus, Cassiopeia, Mizar, si Rigel.
| Cod            | Nume                    | Released | Minifigurine                                                           | Comentarii |
| -------------- | ----------------------- | -------- | ---------------------------------------------------------------------- | ---------- |
| 1195           | Extraterestru Encounter | 2001     | Martian ("Vega"), Astronaut Asistent                                   |            |
| 1413/7301/7309 | Rover                   | 2001     | Astronaut Asistent                                                     |            |
| 1414/7300/7308 | Double Hover            | 2001     | Indigen Martian                                                        |            |
| 1415/7303      | Jet Scooter             | 2001     | Indigen Martian                                                        |            |
| 1416/7302      | Muncitor Robot          | 2001     | Indigen Martian                                                        |            |
| 7310           | Mono Jet                | 2001     | Astronaut Asistent                                                     |            |
| 7311           | Red Planet Cruiser      | 2001     | Martian ("Altair")                                                     |            |
| 7312           | T-3 Trike               | 2001     | Astronaut ("Doc")                                                      |            |
| 7313           | Red Planet Protector    | 2001     | Martian ("Centauri")                                                   |            |
| 7314           | Recon Mech RP           | 2001     | Martian ("Antares")                                                    |            |
| 7315           | Solar Explorer          | 2001     | Trei (3) Astronauți ("Mac", "BB", "Doc")                               |            |
| 7316           | Excavation Searcher     | 2001     | Trei (3) Marțieni ("Canopus", "Pollux", "Vega")                        |            |
| 7317           | Aero Tube Hangar        | 2001     | Five (5) Marțieni ("Arcturus", "Cassiopeia", "Mizar", "Rigel", "Vega") |            |

| Cod     | Nume                     | Released | Minifigurine                            | Comentarii                                      |
| ------- | ------------------------ | -------- | --------------------------------------- | ----------------------------------------------- |
| 3750    | Life on Mars Accessories | 2001     | Niciuna                                 |                                                 |
| 7320    | Vega                     | 2001     | Martian ("Vega")                        |                                                 |
| 7321    | Mizar                    | 2001     | Martian ("Mizar")                       |                                                 |
| 7322    | Altair                   | 2001     | Martian ("Altair")                      |                                                 |
| 7323    | Guard                    | 2001     | Martian ("Centauri")                    |                                                 |
| 78777   | Extraterestru Discovery  | 2001     | Trei (3) Marțieni                       | Include 7308, 7309, and 7311.                   |
| K7317   | Life on Mars Kit         | 2001     | Trei (3) Astronauți, Seven (7) Marțieni | Include 7313, 7314, 7315, and 7317.             |
| kabmars | Life on Mars 4-Pack      | 2001     | Astronaut, Trei (3) Marțieni            | Include 1413, 1414, 1415, and 1416. Japan only. |

### Mars Mission (2007-2008)
| Cod  | Nume                                 | Released | Minifigurine                                             | Comentarii |
| ---- | ------------------------------------ | -------- | -------------------------------------------------------- | ---------- |
| 5616 | Mini-Robot                           | 2008     | Astronaut, Robot                                         |            |
| 5617 | Extraterestru Jet                    | 2008     | Martian                                                  |            |
| 5619 | Crystal Hawk                         | 2008     | Astronaut                                                |            |
| 7644 | MX-81 Hypersonic Operations Aircraft | 2008     | Trei (3) Astronauți, Martian, Martian Commander          |            |
| 7645 | MT-61 Crystal Reaper                 | 2008     | Trei (3) Astronauți, Doi (2) Marțieni, Martian Commander |            |
| 7646 | ETX Extraterestru Infiltraitor       | 2008     | Doi (2) Astronauți, Martian, Martian Commander           |            |
| 7647 | MX-41 Switch Fighter                 | 2008     | Astronaut, Martian                                       |            |
| 7648 | MT-21 Mobile Mining Unit             | 2008     | Astronaut, Martian                                       |            |
| 7649 | MT-201 Ultra-Drill Walker            | 2008     | Doi (2) Astronauți, Martian                              |            |
| 7690 | MB-01 Eagle Command Base             | 2007     | Patru (4) Astronauți, Patru (4) Marțieni                 |            |
| 7691 | ETX Extraterestru Mothership Assault | 2007     | Doi (2) Astronauți, Five (5) Marțieni                    |            |
| 7692 | MX-71 Recon Dropship                 | 2007     | Doi (2) Astronauți, Patru (4) Marțieni                   |            |
| 7693 | ETX Extraterestru Strike             | 2007     | Astronaut, Doi (2) Marțieni                              |            |
| 7694 | MT-31 Trike                          | 2007     | Astronaut, Martian                                       |            |
| 7695 | MX-11 Astro Fighter                  | 2007     | Astronaut, Martian                                       |            |
| 7697 | MT-51 Claw Tank Ambush               | 2007     | Astronaut, Doi (2) Marțieni                              |            |
| 7699 | MT-101 Armoured Drilling Unit        | 2007     | Trei (3) Astronauți, Doi (2) Marțieni                    |            |
| 7728 | Jet Pack                             | 2008     | Astronaut                                                | Nelansat   |
| 7729 | Extraterestru Flyer                  | 2008     | Martian                                                  | Nelansat   |

| Cod   | Nume                             | Released | Minifigurine | Comentarii                                                 |
| ----- | -------------------------------- | -------- | ------------ | ---------------------------------------------------------- |
| K7690 | Mars Mission Collection          | 2008     | Niciuna      | Include 7690, 7691, 7692, 7693, 7694, 7695, and 7697       |
| K7699 | Complete Mars Mission Collection | 2007     | Niciuna      | Include 7690, 7691, 7692, 7693, 7694, 7695, 7697, and 7699 |

### Extraterestru Conquest (2011)
| Set # | Nume                     | Date Released | Minifigurine Incluse |
| ----- | ------------------------ | ------------- | --- |
| 7049  | Extraterestru Striker    | 2011          | Soldat extraterestru de aparare, Extraterestru trooper                                                                          |
| 7050  | Extraterestru Defender   | 2011          | Soldat extraterestru de aparare, Extraterestru pilot                                                                            |
| 7051  | Tripod Invader           | 2011          | Soldat extraterestru de aparare, Extraterestru Trooper, Cetatean                                                                |
| 7052  | UFO Abduction            | 2011          | Soldat extraterestru de aparare, Extraterestru pilot, Farmer                                                                    |
| 7065  | Extraterestru Mothership | 2011          | Extraterestru Commander, Reporter, "Extraterestru Clinger"                                                                      |
| 7066  | Earth Defense HQ         | 2011          | Soldat extraterestru de aparare (x2), Maintenance Muncitor, Extraterestru Trooper, Extraterestru Android, Extraterestru Clinger |
| 7067  | Jet-Copter Encounter     | 2011          | Extraterestru Defence Unit trooper, Extraterestru Pilot (x2)                                                                    |

## Lego City 2005-Prezent

### Police (2005-Prezent)
| Cod                                                     | Nume                           | Released                                         | Minifigurine                               | Comentarii |
| ------------------------------------------------------- | ------------------------------ | ------------------------------------------------ | ------------------------------------------ | ---------- |
| 7235                                                    | Police Motorcycle              | 2005 (new stickers in 2008 to new police colors) | 1 Ofiter de poliție                        | 28 piese   |
| 7236                                                    | Police Car                     | 2005 (new stickers in 2008 to new police colors) | 1 Ofiter de poliție                        | 59 piese   |
| 7237                                                    | Police Station                 | 2005                                             | 5 officers, 2 robbers & 2 Caine polițists  | 586 piese  |
| 7245                                                    | Prisoner Transport             | 2005 (new stickers in 2008 to new police colors) | 1 Ofiter de poliție, 1 crook               | 98 piese   |
| 7899                                                    | Police Boat                    | 2006                                             | 2 Ofiter de polițies, 1 criminal           | 200 piese  |
| 5612                                                    | Ofiter de poliție              | 2008                                             | 1 Ofiter de poliție                        | 21 piese   |
| 7723                                                    | Police Pontoon Plane           | 2008                                             | 1 Ofiter de poliție (pilot)                | 215 piese  |
| 7741                                                    | Police Helicopter              | 2008                                             | 1 Ofiter de poliție (pilot)                | 94 piese   |
| 7743                                                    | Police Command Center          | 2008                                             | 3 Ofiter de polițies, 1 criminal           | 524 piese  |
| 7744                                                    | Police Headquarters            | 2008                                             | 5 Ofiter de polițies, 2 Criminali, 1 Caine | 953 piese  |
| 7279                                                    | Police Minifigurină Collection | 2011                                             | 2 Ofiter de polițies, 2 Criminali, 1 Caine | 57 piese   |
| 7285                                                    | Caine polițist Unit            | 2011                                             | 1 Ofiter de poliție, 1 Caine               | 96 piese   |
| 7286                                                    | Prisoner Transport             | 2011                                             | 1 Ofiter de poliție, 1 criminal            | 173 piese  |
| 7287                                                    | Police Boat                    | 2011                                             | 2 Ofiter de polițies, 1 criminal           | 172 piese  |
| 7288                                                    | Mobile Police Unit             | 2011                                             | 2 Ofiter de polițies, 1 criminal           | 408 piese  |
| 7498                                                    | Police Station                 | 2011                                             | 4 Ofiter de polițies, 2 Criminali, 1 Caine | 783 piese  |
| 3648                                                    | Police Chase                   | 2011                                             | 3 minifigurine                             | 173 piese  |
| 3658                                                    | Police Helicopter              | 2011                                             | 4 minifigurine                             | 237 piese  |
| 3661                                                    | Bank & Money Transfer          | 2011                                             | 4 minifigurine                             | 405 piese  |
| 60006 Arhivat în 17 februarie 2015, la Wayback Machine. | Police ATV                     | 2013                                             | 2 minifigurine                             | 51 piese   |
| 60007 Arhivat în 17 februarie 2015, la Wayback Machine. | Urmarire in mare viteza        | 2013                                             | 3 minifigurine                             | 283 piese  |
| 60008 Arhivat în 17 februarie 2015, la Wayback Machine. | Asaltul Muzeului               | 2013                                             | 6 minifigurine                             | 563 piese  |
| 60009                                                   | Helicopter Arrest              | 2013                                             | 5 minifigurine, 1 Caine polițist           | 352 piese  |

### Fire (2005-Prezent)
| Cod                                                     | Nume                            | Released | Minifigurine         | Piese     | Comentarii                                    |
| ------------------------------------------------------- | ------------------------------- | -------- | -------------------- | --------- | --------------------------------------------- |
| 7238                                                    | Fire Helicopter                 | 2005     | 1 pompier pilot      | 75 piese  |                                               |
| 7239                                                    | Fire Camion                     | 2005     | 2 pompieri           | 214 piese |                                               |
| 7240                                                    | Fire Station                    | 2005     | 3 pompieri           | 260 piese |                                               |
| 7208                                                    | Fire Station                    | 2010     | 4 pompieri and a cat | 662 piese |                                               |
| 7207                                                    | Fire Boat                       | 2010     | 4 pompieri           | 306 piese |                                               |
| 7906                                                    | Fire Boat                       | 2007     | 3 pompieri           | 187 piese |                                               |
| 7942                                                    | Off-road Fire Rescue            | 2007     | 1 pompier            | 131 piese |                                               |
| 7944                                                    | Fire Hovercraft                 | 2007     | 3 pompieri           | 274 piese |                                               |
| 7945                                                    | Fire Station                    | 2007     | 4 pompieri           | 600 piese |                                               |
| 5613                                                    | Pompier                         | 2008     | 1 pompier            | 25 piese  |                                               |
| 7213                                                    | Off-Road Fire Camion & Fireboat | 2010     | 3 pompieri           | 388 piese |                                               |
| 7241                                                    | Fire Car                        | 2005     | 1 pompier            | 46 piese  |                                               |
| 7206                                                    | Fire Helicopter                 | 2010     | 3 pompieri           | 342 piese |                                               |
| 60000                                                   | Fire Motorcycle                 | 2013     | 1 pompier            | 40 piese  |                                               |
| 60001                                                   | Fire Chief Car                  | 2013     | 1 pompier, 1 women   | 80 piese  |                                               |
| 60002                                                   | Fire Camion                     | 2013     | 2 pompieri           | 209 piese |                                               |
| 60003 Arhivat în 17 februarie 2015, la Wayback Machine. | Alarma de incendiu              | 2013     | 3 pompieri           | 301 piese |                                               |
| 60004 Arhivat în 17 februarie 2015, la Wayback Machine. | Statie de pompieri              | 2013     | 5 pompieri, 1 Caine  | 752 piese |                                               |
| 60005                                                   | Fire Boat                       | 2013     | 4 minifigurine       | 222 piese |                                               |
| 60010                                                   | Fire Helicopter                 | 2013     | 1 pompier, 1 pilot   | 232 piese |                                               |
| 60061                                                   | Airport Fire Camion             | 2014     | 2 pompieri           | 326 piese | Marketed under the "Great Vehicles" Tematici. |

### Construction (2005-Prezent)
| Cod  | Nume              | Released | Minifigurine    | Piese     |
| ---- | ----------------- | -------- | --------------- | --------- |
| 7242 | Street Sweeper    | 2005     | 1 Conductor     | 63 piese  |
| 7243 | Construction Site | 2005     | 3 constructors. | 298 piese |
| 7246 | Mini Digger       | 2005     | 1 constructor   | 36 piese  |
| 7248 | Digger            | 2005     | 1 constructor   | 127 piese |
| 7249 | XXL Mobile Crane  | 2005     | 2 constructors  | 524 piese |
| 7344 | Dump Camion       | 2005     | 1 constructor   | 187 piese |
| 7900 | Heavy Loader      | 2006     | 1 constructor   | 347 piese |
| 7905 | Building Crane    | 2006     | 3 constructors  | 721 piese |
| 7998 | Heavy Hauler      | 2007     | 1 Conductor     | 332 piese |
| 5610 | Builder           | 2008     | 1 builder       | 23 piese  |
| 5620 | Street Cleaner    | 2008     | 1 Minifigurină  | 22 piese  |
| 7630 | Front End Loader  | 2009     | 1 Minifigurină  | 108 piese |
| 7631 | Dump Camion       | 2009     | 1 Minifigurină  | 189 piese |
| 7632 | Crawler Crane     | 2009     | 2 minifigurine  | 481 piese |
| 7633 | Construction Site | 2009     | 5 minifigurine  | 898 piese |
| 7685 | Dozer             | 2009     | 1 Minifigurină  | 352 piese |
| 4434 | Dump Camion       | 2012     | 2 minifigurine  | 222 piese |

### Emergency
| Cod  | Nume              | Released | Minifigurine                                 | Piese     |
| ---- | ----------------- | -------- | -------------------------------------------- | --------- |
| 7890 | Ambulance         | 2006     | 1 EMT                                        | 118 piese |
| 7892 | Hospital          | 2006     | 2 doctori, patient, helicopter pilot         | 377 piese |
| 7902 | Doctor's Car      | 2006     | 1 doctor                                     | 66 piese  |
| 7903 | Rescue Helicopter | 2006     | 1 pilot/EMT, 1 EMT, 1 patient                | 245 piese |
| 4431 | Ambulance         | 2012     | 2 paramedici and 1 biker                     | 199 piese |
| 4429 | Helicopter Rescue | 2012     | 1 doctor, 1 paramedic, 1 pilot and 1 citizen | 425 piese |

### Airport (2006-Prezent)
| Cod  | Nume                     | Released | Minifigurine                                                                     | Comentarii |
| ---- | ------------------------ | -------- | -------------------------------------------------------------------------------- | ---------- |
| 7891 | Airport FireCamion       | 2006     | 1 pompier                                                                        | 148 piese  |
| 7893 | Pasager Plane            | 2006     | 1 pilot, 1 baggage/runway crewman, 2 Pasageri                                    | 401 piese  |
| 7894 | Airport                  | 2006     | 1 pilot, 1 air traffic controller/baggage Muncitor, 1 runway crewman, 2 Pasageri | 700 piese  |
| 7901 | Airplane Mechanic        | 2006     | 1 mechanic                                                                       | 26 piese   |
| 3177 | Small Car                | 2010     | 1 Minifigurină                                                                   | 43 piese   |
| 3178 | Seaplane                 | 2010     | 1 Pilot                                                                          | 102 piese  |
| 3179 | Repair Camion            | 2010     | 1 Muncitor                                                                       | 118 piese  |
| 3180 | Fuel Camion              | 2010     | 1 Conductor                                                                      | 222 piese  |
| 3181 | Pasager Plane            | 2010     | 3 minifigurine 1 pilot, 1 Pasager, 1 airport Muncitor                            | 309 piese  |
| 3182 | Airport                  | 2010     | 5 minifigurine                                                                   | 703 piese  |
| 3221 | City Camion              | 2010     | 2 minifigurine                                                                   | 278 piese  |
| 3222 | Helicopter and Limousine | 2010     | 4 minifigurine                                                                   | 267 piese  |
| 7567 | Traveller                | 2010     | 1 Minifigurină                                                                   | 21 piese   |

### Trains (2006-Prezent)
| Cod  | Nume                              | Released | Minifigurine                                                 | Comentarii |
| ---- | --------------------------------- | -------- | ------------------------------------------------------------ | ---------- |
| 7895 | Switch Tracks                     | 2006     |                                                              | 8 piese    |
| 7896 | Straight & Curved Rails           | 2006     |                                                              | 16 piese   |
| 7897 | Pasager Train                     | 2006     | 1 Inginer de tren, 2 Pasageri                                | 501 piese  |
| 7898 | Cargo Train Deluxe                | 2006     | 1 Inginer de tren, 1 fork lift Camion Conductor, 3 Muncitors | 856 piese  |
| 7996 | Train Rail Crossing for RC Trains | 2007     |                                                              | 4 piese    |
| 7997 | Train Station                     | 2007     | 1 conductor, 1 handcar operator, 1 baggage clerk, 2 Pasageri | 387 piese  |
| 7936 | Level Crossing                    | 2010     | 1 Muncitor                                                   | 142 piese  |
| 7937 | Train Station                     | 2010     | 4 minifigurine                                               | 361 piese  |
| 7938 | Pasager Train                     | 2010     | 3 minifigurine                                               | 669 piese  |
| 7939 | Cargo Train                       | 2010     | 4 minifigurine                                               | 839 piese  |
| 3677 | Red Cargo Train                   | 2011     | 4 minifigurine                                               | 831 piese  |
| 7499 | Flexible and Straight Tracks      | 2011     | Niciuna                                                      | 24 piese   |
| 4207 | City Garage                       | 2012     | 5 minifigurine                                               | 933 piese  |

### Transport (2007-Prezent)
| Cod  | Nume                                          | Released | Minifigurine                                                                     | Comentarii |
| ---- | --------------------------------------------- | -------- | -------------------------------------------------------------------------------- | ---------- |
| 7990 | Concrete Mixer (also known as Cement Mixer)   | 2007     | 1 constructor                                                                    | 213 piese  |
| 7991 | Recycle Camion (also known as Garbage Camion) | 2007     | 1 sanitation Muncitor                                                            | 206 piese  |
| 7992 | Container Stacker                             | 2007     | 1 fork lift Camion Conductor                                                     | 218 piese  |
| 7993 | Service Station                               | 2007     | 1 clerk, 2 customers                                                             | 402 piese  |
| 7994 | LEGO City Harbor                              | 2007     | 1 capitan de vas , 1 caporal , 1 Pescar , 1 operator macara , 1 Camion Conductor | 661 piese  |
| 5611 | Public Works                                  | 2008     | 1 sanitation Muncitor                                                            | 31 piese   |
| 7686 | Helicopter Transporter                        | 2009     | 1 Camion Conductor; 1 Pilot; 1 Motorcycle Conductor                              | 377 piese  |
| 7747 | Wind Turbine Transport                        | 2009     | 2 minifigurine                                                                   | 444 piese  |

### Coast Guard (2008)
| Cod  | Nume                                 | Released | Minifigurine             | Comentarii |
| ---- | ------------------------------------ | -------- | ------------------------ | ---------- |
| 4210 | Coast Guard Platform                 | 2008     | 4 minifigurine           | 469 piese  |
| 5621 | Coast Guard Kayak                    | 2008     | 1 Minifigurină           | 21 piese   |
| 7726 | Coast Guard Camion with Speed Boat   | 2008     | 2 minifigurine           | 361 piese  |
| 7736 | Coast Guard Quad Bike                | 2008     | 1 Minifigurină           | 33 piese   |
| 7737 | Coast Guard 4WD & Jet Scooter        | 2008     | 1 Minifigurină           | 130 piese  |
| 7738 | Coast Guard Helicopter and Life Raft | 2008     | 4 minifigurine and shark | 445 piese  |
| 7739 | Coast Guard Patrol Boat & Tower      | 2008     | 4 minifigurine           | 445 piese  |

### Cargo (2008-Prezent)
| Cod   | Nume                | Released | Minifigurine                                      | Comentarii |
| ----- | ------------------- | -------- | ------------------------------------------------- | ---------- |
| 7731  | Mail Van            | 2008     | 1 postal carrier and mailbox                      | 66 piese   |
| 7732  | Air Mail            | 2008     | 1 pilot                                           | 88 piese   |
| 7733  | Camion and Forklift | 2008     | 1 forklift Camion operator, 1 Camion Conductor    | 343 piese  |
| 7734  | Cargo Plane         | 2008     | 1 pilot, 1 cargo cart Conductor, 1 cargo Muncitor | 463 piese  |
| 60020 | Cargo Camion        | 2013     | 1 Conductor, 1 cargo Muncitors                    | 321 piese  |
| 60021 | Cargo Heliplane     | 2013     | 1 pilot, 2 cargo Muncitors                        | 393 piese  |
| 60022 | Cargo Terminal      | 2013     | 1 pilot, 1 controller, 3 cargo Muncitors          | 658 piese  |

### Farm (2009-Prezent)
| Cod  | Nume                   | Released | Minifigurine                                                                 | Comentarii |
| ---- | ---------------------- | -------- | ---------------------------------------------------------------------------- | ---------- |
| 7634 | Tractor                | 2009     | 1 Minifigurină                                                               | 79 piese   |
| 7635 | 4WD with Horse Trailer | 2009     | 2 minifigurine, plus horse animal figure                                     | 176 piese  |
| 7636 | Combine Harvester      | 2009     | 1 Minifigurină                                                               | 360 piese  |
| 7637 | Farm                   | 2009     | 3 minifigurine, plus 2 vaci, and 1 each Caine, cat and mouse animal figures. | 609 piese  |
| 7684 | Porc Farm and Tractor  | 2010     | 2 minifigurine, plus 4 porci                                                 | 256 piese  |
| 7566 | Farmer                 | 2010     | 1 Minifigurină plus a Caine and a porc                                       | 16 piese   |

### Traffic (2009)
| Cod  | Nume                   | Released | Minifigurine   | Piese     | Comentarii |
| ---- | ---------------------- | -------- | -------------- | --------- | ---------- |
| 7638 | Tow Camion             | 2009     | 1              | 129 piese |            |
| 7639 | Camper                 | 2009     | 2 minifigurine | 165 piese |            |
| 7641 | City Corner            | 2009     | 5 minifigurine | 483 piese |            |
| 7642 | Garage                 | 2009     | 4 minifigurine | 953 piese |            |
| 8402 | Sports Car             | 2009     | 1 Minifigurină | 68 piese  |            |
| 7747 | Wind Turbine Transport | 2009     | 2 minifigurine | 444 piese |            |

### Harbour (2011-Prezent)
| Cod  | Nume                   | Released | Minifigurine   | Comentarii |
| ---- | ---------------------- | -------- | -------------- | ---------- |
| 4641 | Speed Boat             | 2011     | 1 Minifigurină | 34 piese   |
| 4642 | Fishing Boat           | 2011     | 2 minifigurine | 64 piese   |
| 4643 | Power Boat Transporter | 2011     | 2 minifigurine | 254 piese  |
| 4644 | Marina                 | 2011     | 5 minifigurine | 294 piese  |
| 4645 | Harbor                 | 2011     | 4 piese        | 551 piese  |

### Space (2011-Prezent)
| Cod  | Nume               | Released | Minifigurine                                  | Comentarii |
| ---- | ------------------ | -------- | --------------------------------------------- | ---------- |
| 3365 | Moon Buggy         | 2011     | 1 astronaut                                   | 37 piese   |
| 3366 | Satellite Launcher | 2011     | 1 technician                                  | 165 piese  |
| 3367 | Space Shuttle      | 2011     | 1 astronaut                                   | 231 piese  |
| 3368 | Space Center       | 2011     | 2 Astronauți, 1 technician, 1 Flight Director | 494 piese  |

### Forest (2012-Prezent)
| Cod  | Nume                    | Released | Minifigurine                                           | Comentarii                        |
| ---- | ----------------------- | -------- | ------------------------------------------------------ | --------------------------------- |
| 4208 | 4x4 Fire Camion         | 2012     | 1 Minifigurină                                         | 243 piese                         |
| 4209 | Fire Plane              | 2012     | 3 minifigurine                                         | 522 piese                         |
| 4427 | Fire ATV                | 2012     | 1 Minifigurină                                         | 50 piese                          |
| 4430 | Fire Transporter        | 2012     | 3 minifigurine                                         | 522 piese. Toys "R" Us Exclusive. |
| 4436 | Patrol Car              | 2012     | 2 minifigurine                                         | 97 piese                          |
| 4437 | Police Pursuit          | 2012     | 2 minifigurine                                         | 129 piese                         |
| 4438 | Robbers Hideout         | 2012     | 4 minifigurine                                         | 317 piese                         |
| 4439 | Heavy-Duty Helicopter   | 2012     | 2 police helicopter Piloți, 1 forest Ofiter de poliție | 393 piese                         |
| 4440 | Forest Police Station   | 2012     | 5 minifigurine                                         | 633 piese                         |
| 4441 | Caine polițist Van      | 2012     | 2 minifigurine                                         | 312 piese                         |
| 4205 | Off-Road Command Centre | 2012     | 3 minifigurine                                         | 403 piese. Target Exclusive.      |

### Great Vehicles (2012-Prezent)
| Cod                                                     | Nume                  | Released | Minifigurine             | Comentarii |
| ------------------------------------------------------- | --------------------- | -------- | ------------------------ | ---------- |
| 4431                                                    | Ambulance             | 2012     | 2 paramedici and 1 biker | 199 piese  |
| 4432                                                    | Garbage Camion        | 2012     | 2 sanitation Muncitors   | 208 piese  |
| 4433                                                    | Dirt Bike Transporter | 2012     | 2 minifigurine           | 201 piese  |
| 4434                                                    | Dump Camion           | 2012     | 2 minifigurine           | 222 piese  |
| 4435                                                    | Car and Caravan       | 2012     | 2 minifigurine           | 218 piese  |
| 4206                                                    | Recycling Camion      | 2012     | 3 minfigures             | 297 piese  |
| 60016                                                   | Tanker Camion         | 2013     | 1 minfigure              | 191 piese  |
| 60017                                                   | Flatbed Camion        | 2013     | 2 minfigures             | 212 piese  |
| 60018                                                   | Cement Mixer          | 2013     | 2 minfigures             | 221 piese  |
| 60053 Arhivat în 17 februarie 2015, la Wayback Machine. | Masina de curse       | 2014     | 1 Minifigurină           | 100 piese  |

### Mining (2012-Prezent)
| Cod  | Nume                  | Released | Minifigurine   | Comentarii |
| ---- | --------------------- | -------- | -------------- | ---------- |
| 4200 | Mining 4x4            | 2012     | 1 miner        | 102 piese  |
| 4201 | Loader and Tipper     | 2012     | 2 miners       | 139 piese  |
| 4202 | Mining Camion         | 2012     | 1 miner        | 269 piese  |
| 4203 | Excavator Transporter | 2012     | 2 miners       | 305 piese  |
| 4204 | The Mine              | 2012     | 4 minifigurine | 748 piese  |

### Accesorii și seturi promoționale (2005-Prezent)
| Cod  | Nume                            | Released | Minifigurine           | Comentarii                                              |
| ---- | ------------------------------- | -------- | ---------------------- | ------------------------------------------------------- |
| 5611 | Public Works                    | 2008     | 1 sanitation Muncitor  | 31 piese                                                |
| 9247 | Community Muncitors             | 2005     | 31                     | 202 piese (consumer version); 235 piese (DACTA version) |
| 2064 | Air Ambulance                   | 2007     | 1 EMT/pilot, 1 patient | 116 piese                                               |
| 2928 | City In-Flight 2006             | 2005     | 2                      | 141 piese. Promotional set.                             |
| 4912 | Police Boat                     | 2005     | 1 Ofiter de poliție    | 22 piese. Promotional set.                              |
| 4914 | Pompier's Car                   | 2005     | 1 pompier              | 32 piese. Promotional set.                              |
| 4937 | Life Guard Tower                | 2007     | 1 Gardieni             | 38 piese.                                               |
| 4938 | Pompier's Car                   | 2007     | 1 pompier              | 28 piese. Promotional set.                              |
| 4991 | Police Helicopter               | 2007     | 1 Ofiter de poliție    | 26 piese. Promotional set.                              |
| 7906 | Fire Boat                       | 2007     | 1 pompier              | 187 piese. Promotional set.                             |
| 7266 | Pompier                         | 2005     | 1 pompier              | 19 piese. Promotional set.                              |
| 7267 | Paramedic                       | 2005     | 1 EMT                  | 15 piese. Promotional set.                              |
| 7280 | Straight & Crossroad Plates     | 2005     | 0                      | 2 piese.                                                |
| 7281 | T-Junction & Curved Road Plates | 2005     | 0                      | 2 piese.                                                |
| 7643 | Air Show Plane                  | 2009     | 2 minifigurine         | 115 piese                                               |
| 8398 | BBQ Stand                       | 2009     | 1 Minifigurină         | 22 piese                                                |
| 8401 | City Minifigurină Collection    | 2009     | 4 minifigurine         | 60 piese                                                |
| 7848 | Toys R Us Delivery Camion       | 2010     | 3 minifigurine         | 356 piese.                                              |
| 8403 | Family House                    | 2010     | 3 minifigurine         | 383 piese                                               |
| 8404 | Public Transport                | 2010     | 6 minifigurine         | 864 piese                                               |

### Calendare de Advent
| Cod                                                     | Nume                              | Released | Minifigurine | Comentarii |
| ------------------------------------------------------- | --------------------------------- | -------- | ------------ | ---------- |
| 7324                                                    | LEGO City Calendar de Advent 2005 | 2005     | 9            | 203 piese  |
| 7904                                                    | LEGO City Calendar de Advent 2006 | 2006     | 9            | 257 piese  |
| 7907                                                    | LEGO City Calendar de Advent 2007 | 2007     | 8            | 232 piese  |
| 7724                                                    | LEGO City Calendar de Advent 2008 | 2008     | 10           | 196 piese  |
| 7687                                                    | LEGO City Calendar de Advent 2009 | 2009     | 9            | 257 piese  |
| 2824                                                    | LEGO City Calendar de Advent 2010 | 2010     | 6            | 271 piese  |
| 7553                                                    | LEGO City Calendar de Advent 2011 | 2011     | 6            | 232 piese  |
| 4428                                                    | LEGO City Calendar de Advent 2012 | 2012     | 7            | 248 piese  |
| 60024                                                   | LEGO City Calendar de Advent 2013 | 2013     | 8            | 244 piese  |
| 60063 Arhivat în 17 februarie 2015, la Wayback Machine. | LEGO City Calendar de Advent 2014 | 2014     | 7            | 218 piese  |